# Oleksandr Murashko

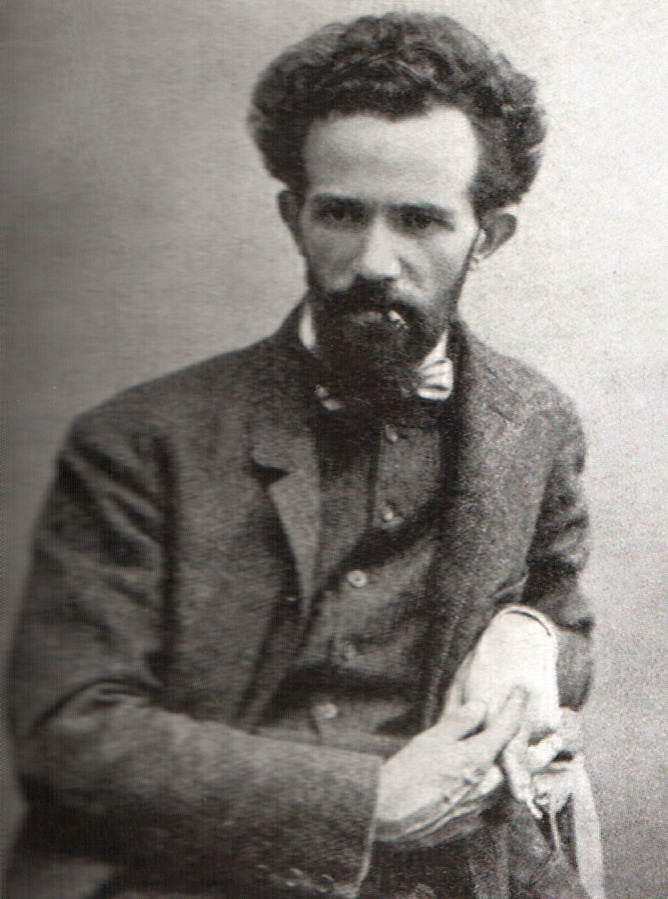
Oleksandr Murashko (1905)

Oleksandr Oleksandrovych Murashko (em ucraniano:  Олександр Олександрович Мурашко); também conhecido como Alexander Murashko e Aleksandr Murashko (7 de setembro [Calend. juliano: 26 de agosto] 1875 – 14 de junho de 1919) foi um pintor ucraniano.

## Vida e carreira
Murashko nasceu em Kiev. O seu padrasto, Oleksandr Ivanovych Murashko, tinha uma oficina de pintura de ícones e trabalhou no interior da Catedral de São Volodymyr.
Em 1894, com recomendações de vários artistas proeminentes, ele ingressou na Academia Imperial de Artes de São Petersburgo. Em 1896 ele tornou-se aluno de Ilya Repin; ele é um dos retratados no retrato do grupo de Yelena Makovskaya-Luksch, Estudantes de Repin. Em 1901 ele viajou para o exterior, visitando a Alemanha, onde estudou com Anton Ažbe em Munique, Itália e França, onde foi muito influenciado.
Murashko tornou-se num artista de sucesso; ele foi chamado de "o artista ucraniano mais importante da virada do século". O seu quadro Carrossel ganhou a medalha de ouro na Exposição de Munique em 1909, e ele expôs a sua obra em Veneza, Roma, Amsterdã, Berlim, Colônia e Düsseldorf.
De 1909 a 1912 Murashko lecionou na Escola de Arte de Kiev . Em 1913 ele abriu o seu próprio estúdio, onde muitos jovens artistas judeus foram instruídos, incluindo Mark Epstein. Ele teve uma grande influência em Kazimir Malevich.

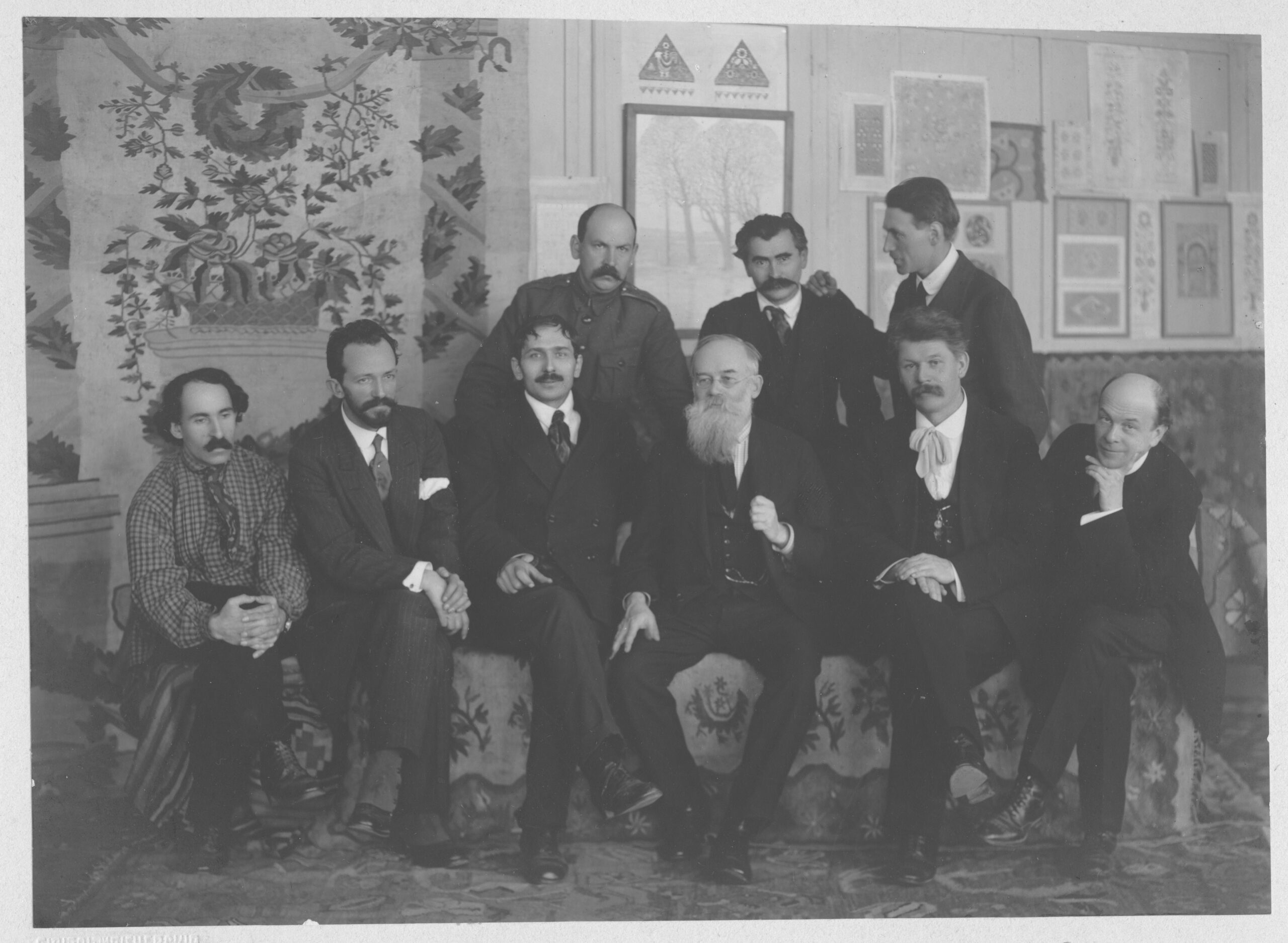
Fundadores da Academia Estatal de Artes da Ucrânia, 5 de setembro de 1917: Murashko está à frente, o segundo a partir da esquerda

Ele era um ucraniano patriótico, um dos adeptos do movimento "Jovem Musa", iniciado em 1906 por modernistas que se basearam em desenvolvimentos noutras partes da Europa para tornar a arte ucraniana mais progressiva. Ele fundou a Associação de Artistas de Kiev em 1916 e no ano seguinte foi cofundador da Academia Estatal de Artes da Ucrânia.

## Trabalhos
Originalmente um realista no estilo de Peredvizhniki, Murashko mais tarde pintou num estilo impressionista "refinado", influenciado pelo seu tempo em Munique e Paris. O seu modernismo, por sua vez, influenciou artistas ucranianos no período do Realismo Socialista. As suas obras são menos narrativas e incomumente expressivas para as pinturas ucranianas da época.
- Retrato de Nikolai Petrov,
- Retrato de Helen Murashko,
- Retrato de Olga Nesterov, 1900
- O Funeral do Chieftain, 1900[14]

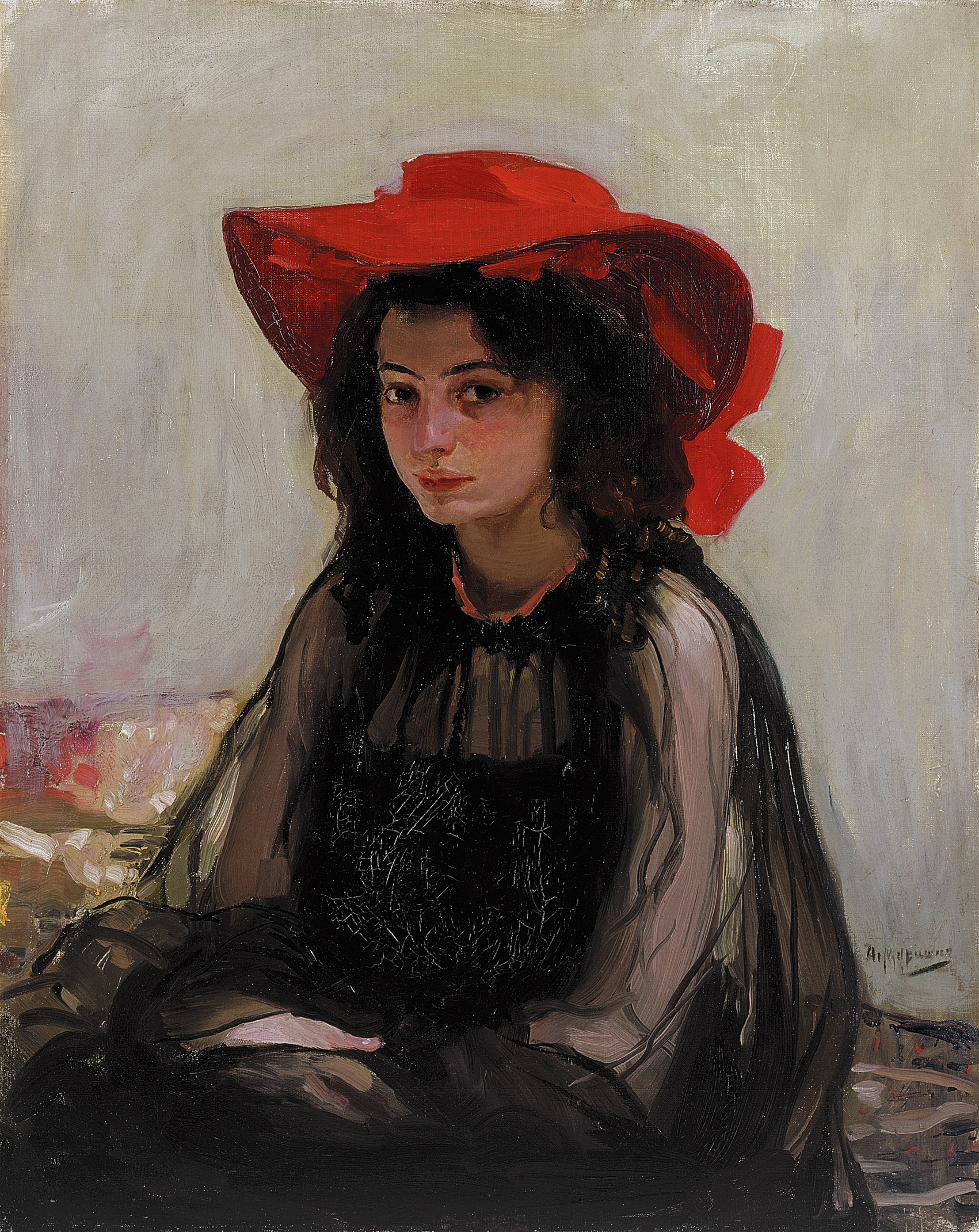
Menina de chapéu vermelho (1902 – 03)

- Parisiense. No café , 1902 – 03
- Menina de Chapéu Vermelho, 1902 – 03
- Uma menina com um cachorro. Retrato de T. Yazevoyi , 1903 – 04
- Retrato do Professor Adrian Prahova, 1904
- Inverno, 1905
- No bastidor de bordar. Retrato de Helena Prahova , 1905
- Carrossel, 1906
- Na popa. Retrato de George Murashko , 1906
- Lugares ao sol. Retrato de George Murashko , 1908
- Retrato de Marguerite Murashko, 1909
- A Anunciação, 1909
- Retrato de Ludmilla Kuksin, 1910
- Retrato de Vera Dytyatinoyi, 1910
- Retrato de Vera Yepanchin, 1910
- Perto da lagoa. Retrato de Marguerite Murashko , 1913
- Família de camponeses, 1914
- Lavadeira, 1914
- Retrato de uma velha, 1916
- Mulher com Flores, 1918
- Autorretrato, 1918

Paintings by Oleksandr Murashko
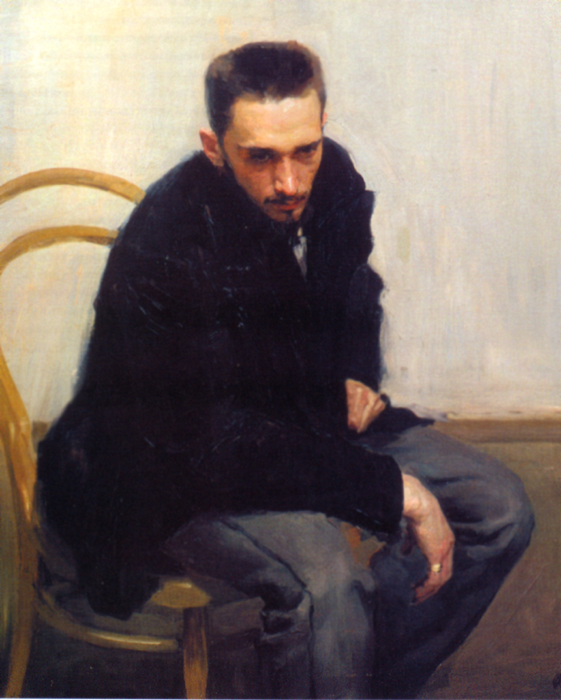
Retrato de Mykol Petrov
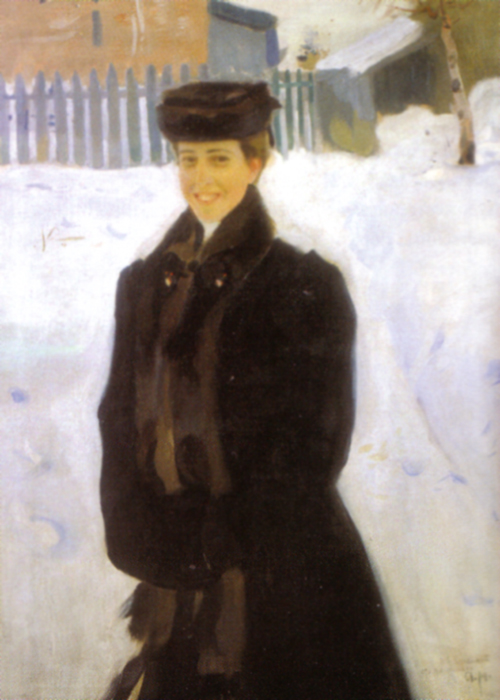
Retrato de Ludmilla Kuksin (1910)
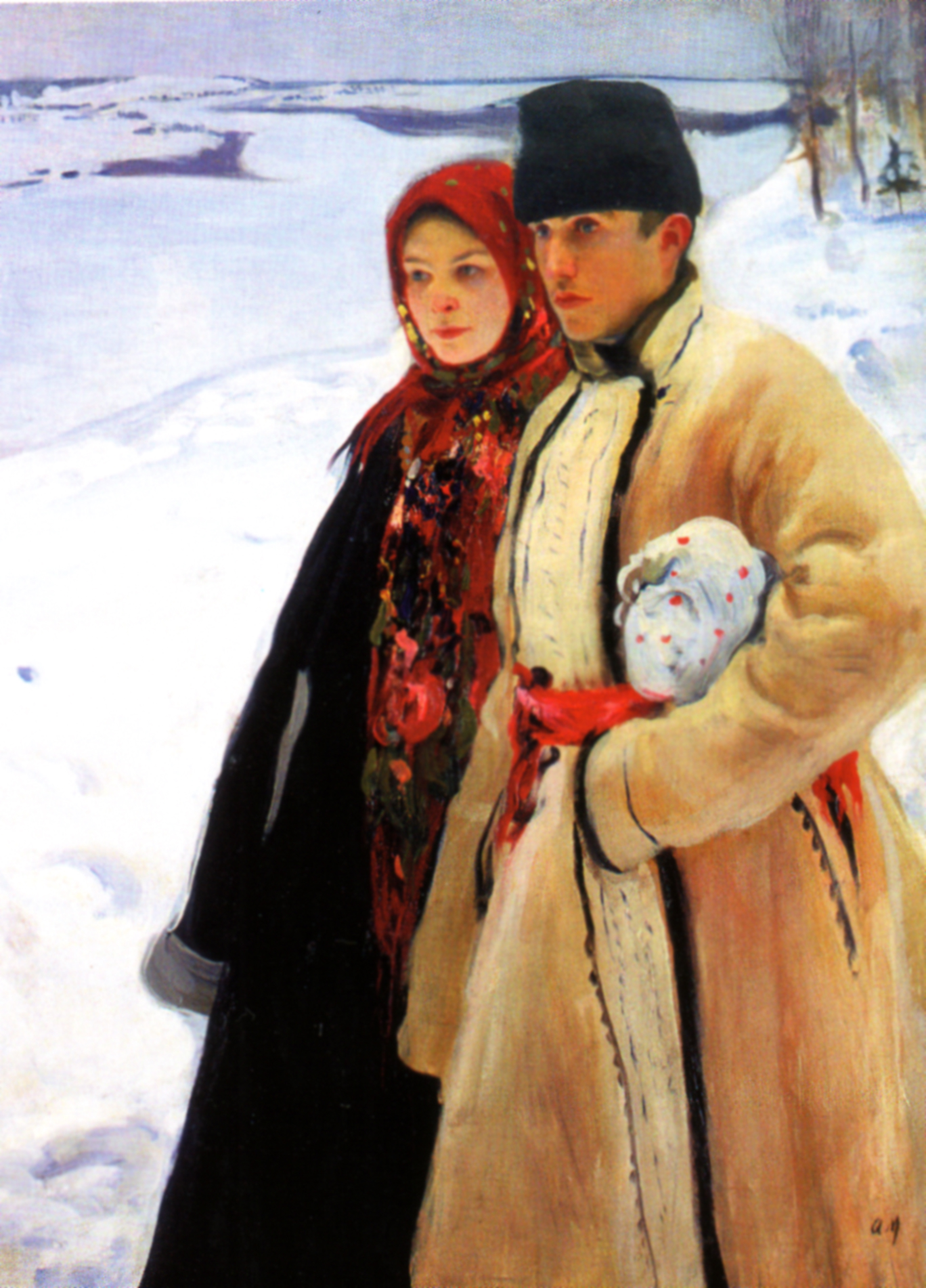
Inverno (1905)
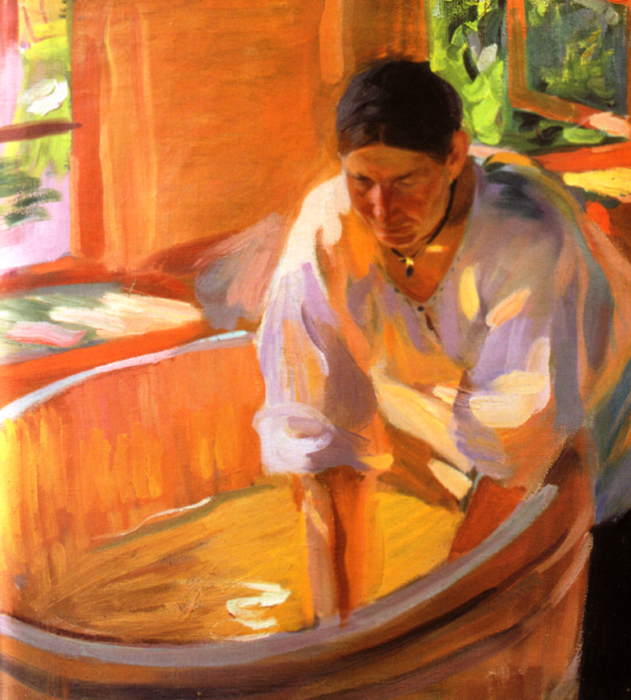
Lavadeira (1914)
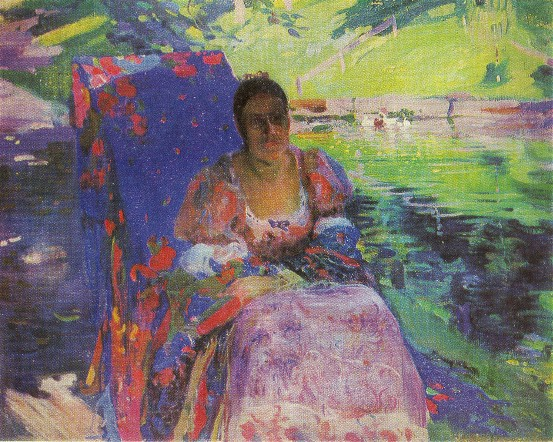
Perto da lagoa. Retrato de Marguerite Murashko (1913)